# کنستانتین بیبل
کنستانتین بیبل (انگلیسی: Konstantin Biebl; ۲۶ فوریهٔ ۱۸۹۸ – ۱۲ نوامبر ۱۹۵۱) شاعر و نویسنده اهل کشور جمهوری چک بود. اولین مجموعه شعر او در سال ۱۹۲۳ منتشر شد و آخرین مجموعه اش در سال ۱۹۵۱، سال مرگش بر اثر خودکشی منتشر شد. در آن زمان او همچنین به عنوان خبرنگار سفرهای زیادی داشت. بیبل عضو حزب کمونیست چکسلواکی بود و ارتباط نزدیکی با دیگر نویسندگان و شاعران کمونیست چک از جمله یری وولکر و ویکسلاف نزوال داشت.